# Pallamano Trieste 1995-1996
Questa pagina raccoglie i dati riguardanti la Pallamano Trieste nelle competizioni ufficiali della stagione 1995-1996.

## Rosa
| N  | Naz                            | Ruolo    | Giocatore           |
| -- | ------------------------------ | -------- | ------------------- |
| 12 | Italia (bandiera)              | Portiere | Barberini           |
| 16 | Italia (bandiera)              | Portiere | Mestriner           |
| 2  | Italia (bandiera)              | Ala      | Angileri            |
| 3  | Italia (bandiera)              | Terzino  | Piero Sivini        |
| 4  | Italia (bandiera)              | Pivot    | Giorgio Oveglia     |
| 6  | Italia (bandiera)              | Ala      | Kavrecich           |
| 8  | Italia (bandiera)              | Pivot    | Claudio Schina      |
| 9  | Serbia e Montenegro (bandiera) | Ala      | Mrkonjian           |
| 10 | Romania (bandiera)             | Terzino  | Saftescu            |
| 11 | Italia (bandiera)              | Terzino  | Pastorelli          |
| 13 | Italia (bandiera)              | Terzino  | Guerrazzi           |
| 14 | Italia (bandiera)              | Terzino  | Alessandro Tarafino |
| 15 | Italia (bandiera)              | Ala      | Marco Lo Duca       |
| 19 | Croazia (bandiera)             | Ala      | Bosnjak             |

### Staff
- Allenatore:  Giuseppe Lo Duca
- Allenatore in seconda:  Marco Bozzola
- Preparatore atletico:  Paolo Paoli
- Massaggiatore:  Cavallini

## Classifica

### Serie A1
|  | Pos. | Squadra         | Pt | G  | V  | N | S  | GF  | GS  | D    | Note                                      |
|  | ---- | --------------- | -- | -- | -- | - | -- | --- | --- | ---- | ----------------------------------------- |
|  | 1.   | Trieste         | 35 | 22 | 16 | 3 | 3  | 529 | 447 | +82  | Qualificato alla Champions League 1996-97 |
|  | 2.   | Prato           | 31 | 22 | 14 | 3 | 5  | 508 | 436 | +72  |                                           |
|  | 3.   | Ortigia         | 28 | 22 | 13 | 2 | 7  | 462 | 428 | +34  |                                           |
|  | 4.   | Teramo          | 27 | 22 | 13 | 1 | 8  | 537 | 505 | +32  |                                           |
|  | 5.   | Brixen          | 23 | 22 | 7  | 9 | 6  | 498 | 499 | -1   |                                           |
|  | 6.   | Rubiera         | 23 | 22 | 9  | 5 | 8  | 436 | 441 | -5   |                                           |
|  | 7.   | Conversano      | 21 | 22 | 10 | 1 | 11 | 504 | 507 | -3   |                                           |
|  | 8.   | Black Devils    | 20 | 22 | 8  | 4 | 10 | 533 | 528 | +5   |                                           |
|  | 9.   | Bologna 1969    | 18 | 22 | 7  | 4 | 11 | 523 | 540 | -17  |                                           |
|  | 10.  | Mazara          | 18 | 22 | 8  | 3 | 12 | 470 | 514 | -44  |                                           |
|  | 11.  | Gaeta           | 17 | 22 | 7  | 3 | 12 | 490 | 502 | -12  | Retrocesso in Serie A2 1996-97            |
|  | 12.  | Estense Ferrara | 3  | 22 | 1  | 1 | 20 | 467 | 630 | -163 | Retrocesso in Serie A2 1996-97            |